# Hängfärjan i Rendsburg

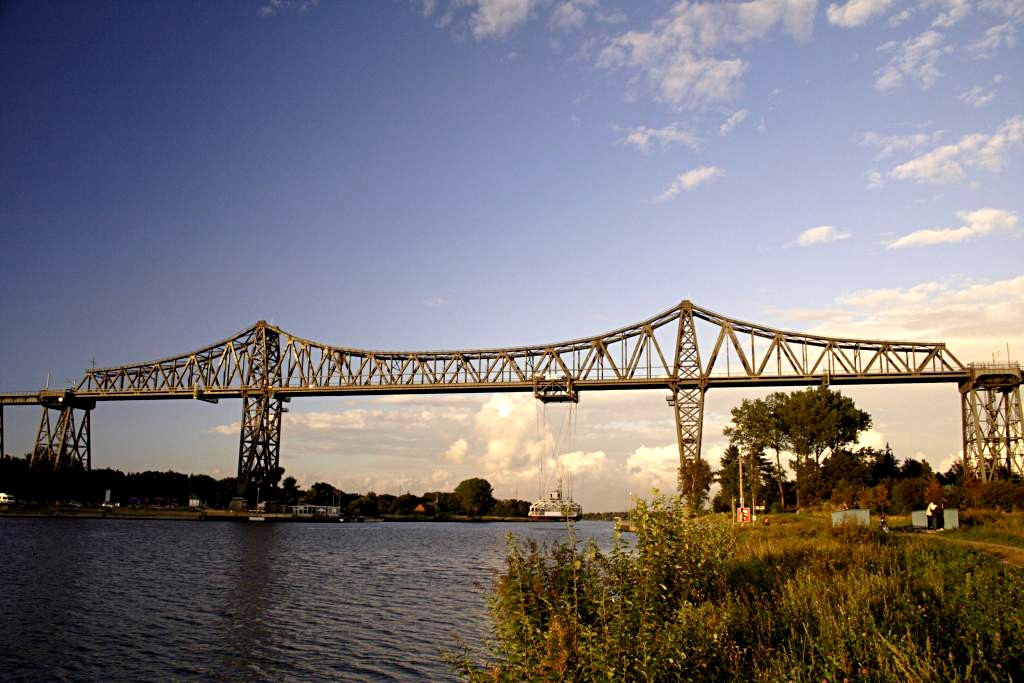
Rendsburger Hochbrücke

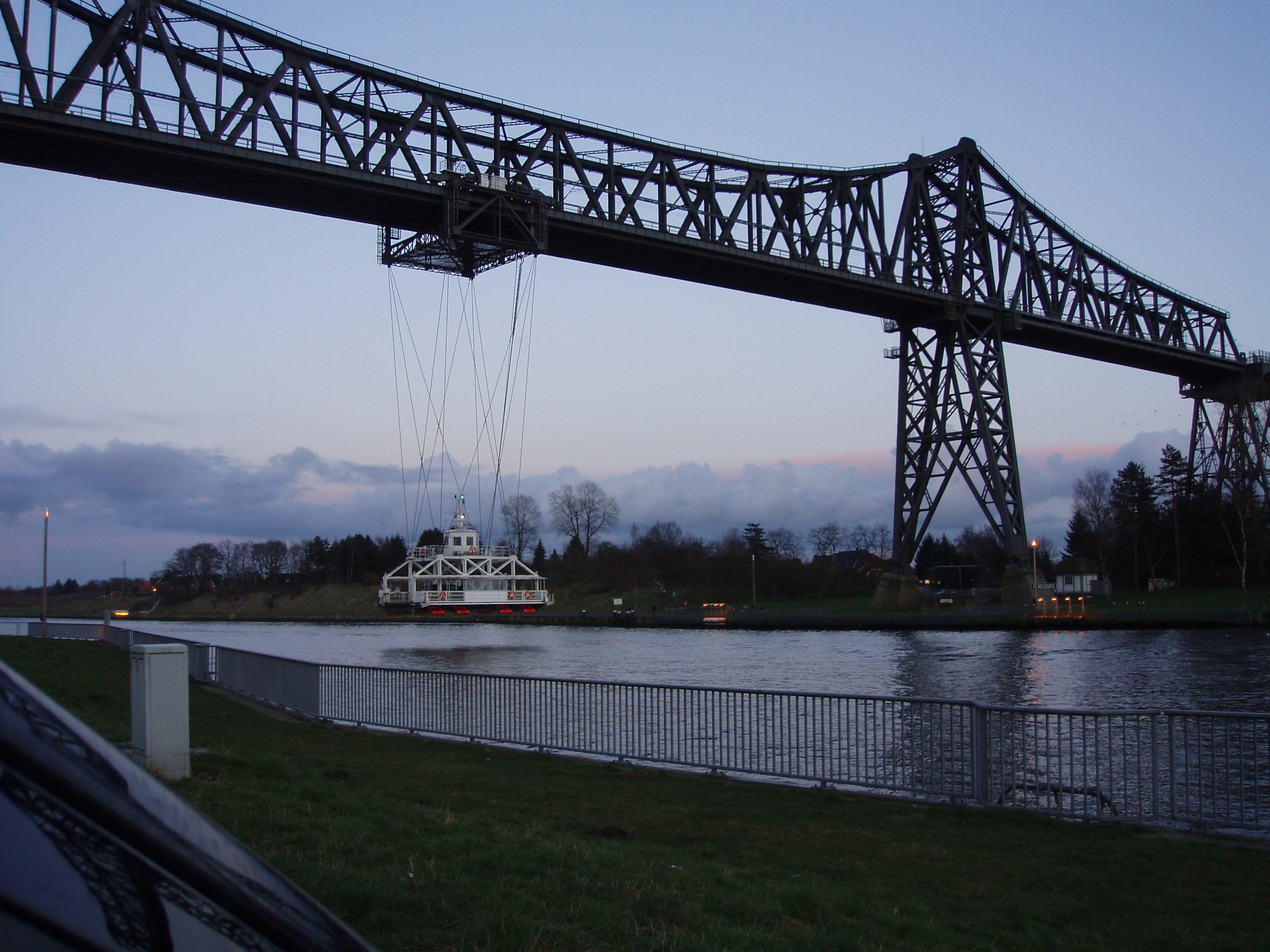
Bron med hängfärja

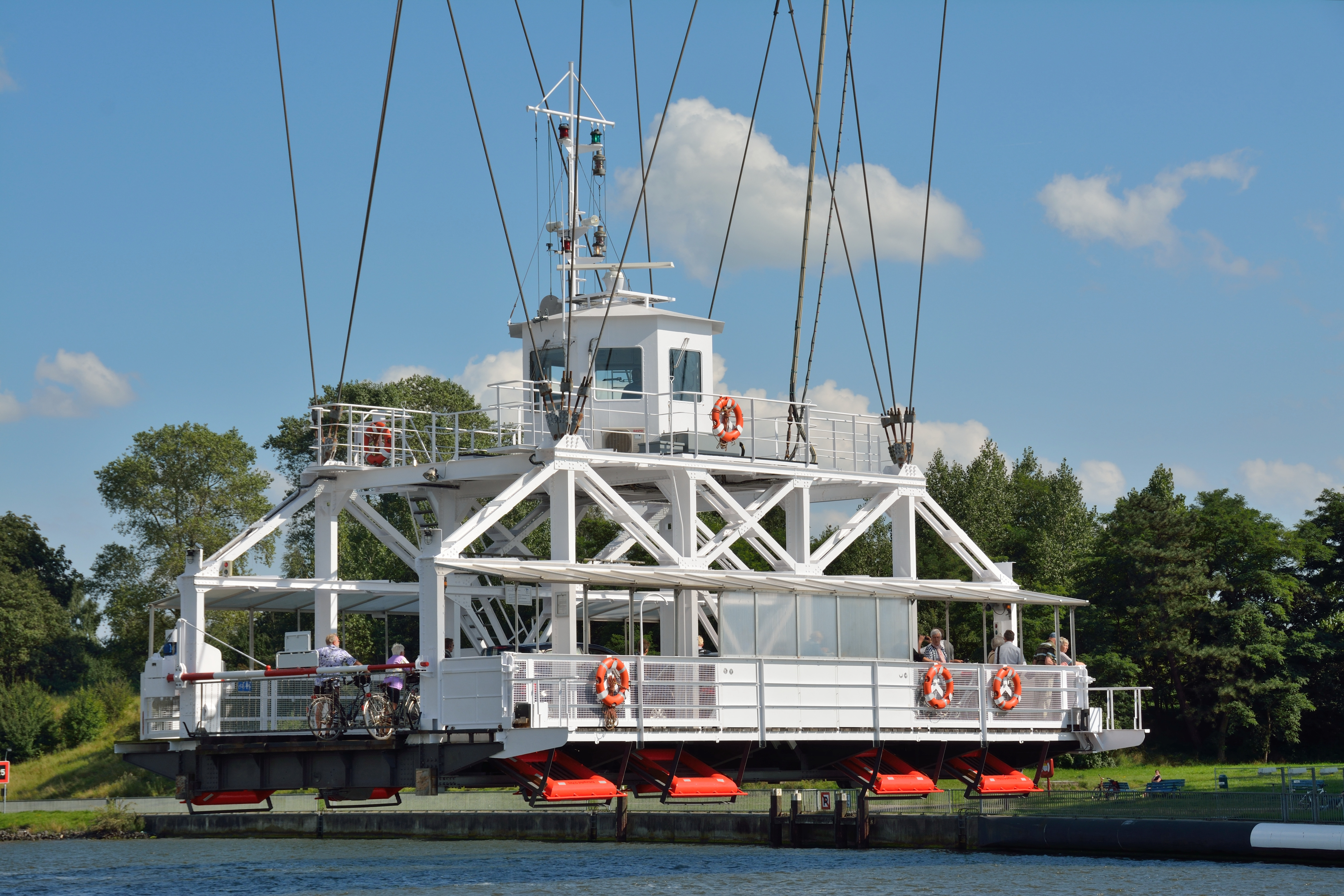
Hängfärjan över kanalen

Hängfärjan i Rendsburg är en hängfärja över Kielkanalen vid Rendsburg i Schleswig-Holstein i Tyskland.
Hängfärjan är en del av den 68 meter höga och 2 486 meter långa järnvägsbron Rendsburger Hochbrücke, som sedan 1913 är en del av järnvägen Neumünster – Flensburg. Bron konstruerades av Friedrich Voss (1872–1953) och ersatte tidigare svängbroar. Hängfärjan har en bana på 120 meter och förbinder tätorten Osterrönfeld med staden Rendsburg. Överfarten har tagit två minuter. 
Vid en kollision med ett fraktfartyg den 8 januari 2016 skadades hängfärjan så svårt, att hela anläggningen  måste ersättas. Den har sedan dess varit ur funktion men beräknas åter kunna tas i bruk 2021/22. En kopia på hängfärjan har byggts och monterats. Reparationskostnaderna uppgår till 13 miljoner euro. Den 4 mars 2022 togs hängfärjan åter i bruk.
Sedan hängfärjeförbindelsen öppnades i september 1913 har den varit i bruk varje kvart från klockan fem på morgonen till klockan 11 på kvällen. Då det är trafik på kanalen, kan det uppstå väntetid. Överfarten med hängfärjan är gratis. Den har dagligen i genomsnitt fraktat omkring 520 fordon och 1 700 personer över kanalen.
Den hittillsvarande gondolen ("die Fährbühne") har varit 14 meter lång och 6 meter bred och vägt i sig själv 45 ton. Den har rymt sex personbilar och 60 fotgängare, med en maximal last på 7,5 ton. Den har hängt i tolv linor under en stålkonstruktion som drivits på sammanlagt åtta hjul som löpt på två skenor. Driften har varit elektrisk, med fyra motorer på 21 hästkrafter per motor, vilka drivit två hjul vardera.
Rendsburger Hochbrücke, inklusive hängfärjan, är sedan 2013 ett byggnadsminne.